# 王少姫
王 少姫（おう しょうき）は、南朝陳の廃帝陳伯宗の皇后。本貫は琅邪郡臨沂県。

## 経歴
金紫光禄大夫王固の娘として生まれた。天嘉元年（560年）、皇太子妃に立てられた。天康元年（566年）4月に陳伯宗が即位すると、同年7月に皇后に立てられた。光大2年（568年）11月、陳伯宗が廃位されて臨海王となると、王少姫は臨海王妃となった。至徳年間に死去した。
子に陳至沢があった。

## 伝記資料
- 『陳書』巻7 列伝第1
- 『南史』巻12 列伝第2
- 『建康実録』巻19「后諱少姫。侍中・金紫光禄大夫固之女。」